# 赤坂郵便局

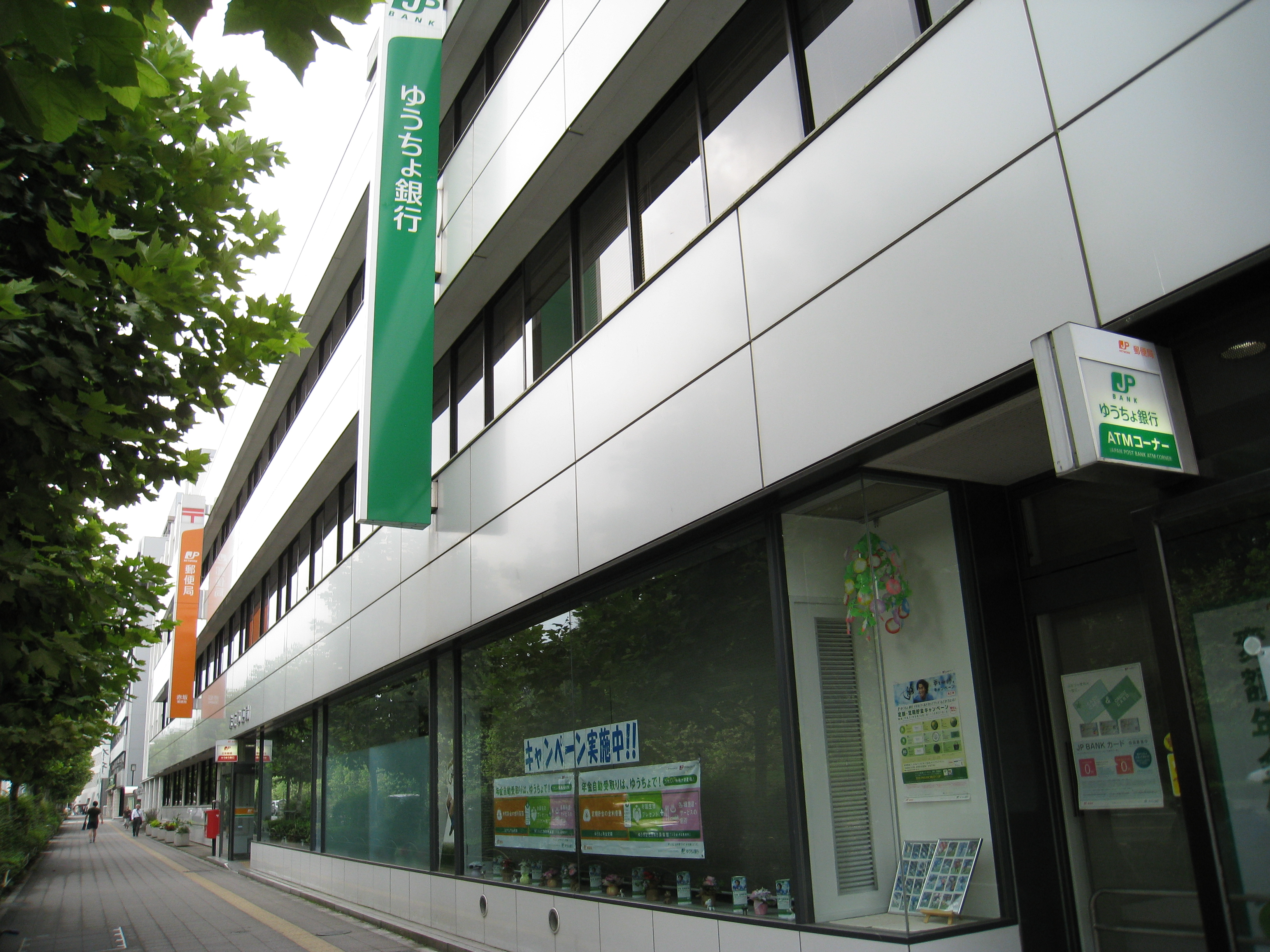
赤坂郵便局舎入口

赤坂郵便局（あかさかゆうびんきょく）は東京都港区にある郵便局。民営化前の分類では集配普通郵便局であった。

## 概要
住所：〒107-8799 東京都港区赤坂8-4-17

### 併設施設
- ゆうちょ銀行赤坂店（本店赤坂出張所）：取扱店番号012510
- 赤坂郵政局舎[1]

### 分室
分室はなし。過去に存在した分室は以下のとおり。
- 青山分室 - 1951年（昭和26年）に廃止。

## 沿革
- 1928年（昭和3年）5月16日 - 開局。
- 1948年（昭和23年）2月21日 - 港区赤坂青山南町四丁目から同区赤坂表町四丁目に移転。同日、表町分室を港区赤坂表町四丁目から同区赤坂青山南町四丁目に移転するとともに青山分室に改称[2]。
- 1951年（昭和26年）11月1日 - 青山分室を廃止。
- 1963年（昭和38年）6月17日 - 電話通話事務および和文電報受付事務を開始。
- 1994年（平成6年）7月1日 - 外国通貨の両替および旅行小切手の売買に関する業務取扱を開始。
- 2007年（平成19年）10月1日 - 民営化に伴い、併設された郵便事業赤坂支店、ゆうちょ銀行赤坂店に一部業務を移管。
- 2012年（平成24年）10月1日 - 日本郵便株式会社の発足に伴い、郵便事業赤坂支店を赤坂郵便局に統合。
- 2016年（平成28年）8月22日 - ゆうゆう窓口の24時間営業を廃止。

## 取扱内容

### 赤坂郵便局
- 郵便、印紙、ゆうパック、内容証明
- 生命保険、バイク自賠責保険
- 港区内の一部地域（〒107-xxxx）の集配業務
- ゆうゆう窓口

### ゆうちょ銀行赤坂店
- 貯金、貸付、為替、振替、振込、国際送金、外貨両替、国債、投資信託、変額年金保険
- ATM

## 風景印
- 図柄は迎賓館とアークヒルズ。局名表記は「東京 赤坂」
- 使用開始日は1998年（平成10年）5月15日

## 周辺
- 赤坂御用地
- カナダ大使館
- 神宮外苑 - 国立競技場、神宮球場、秩父宮ラグビー場など

## アクセス
- 東京メトロ銀座線・半蔵門線、都営大江戸線 青山一丁目駅から徒歩約5分
- 港区コミュニティバス（ちぃばす） 「赤坂郵便局前」停留所、もしくは都営バス 青山一丁目駅前停留所下車
- 国道246号（青山通り）沿い
- 駐車場なし